# Jean-Claude Fitte-Duval
Jean-Claude Fitte-Duval, né le 20 mars 1942 à Niort et mort le 6 novembre 1998 à Villiers-Saint-Frédéric, est un joueur de football français des années 1960 et 1970. Durant sa carrière, il évolue au poste de défenseur.

## Biographie
Jean-Claude Fitte-Duval joue au niveau professionnel avec le Red Star et le Paris Saint-Germain. Il dispute 34 matchs en Division 2, sans inscrire de but.